# Toxorhamphus
Genre
Toxorhamphus est un genre de passereaux de la famille des Melanocharitidés. Il se trouve à l'état naturel en Papouasie,.

## Liste des espèces
Selon la classification de référence du Congrès ornithologique international (version 6.4, 2016) :
- Toxorhamphus novaeguineae (Lesson, R, 1827) — Toxoramphe à ventre jaune, Toxoramphe à tête olive, Bec-alène à ventre jaune
  - Toxorhamphus novaeguineae flaviventris (Rothschild & Hartert, 1911)
  - Toxorhamphus novaeguineae novaeguineae (Lesson, R, 1827)
- Toxorhamphus poliopterus (Sharpe, 1882) — Toxoramphe à tête grise, Bec-alène à menton écaillé
  - Toxorhamphus poliopterus maximus Rand, 1941
  - Toxorhamphus poliopterus poliopterus (Sharpe, 1882)